# Stevens Village
Pour les articles homonymes, voir Stevens.
Stevens Village est une localité (Census-designated place) d'Alaska aux États-Unis, dans la Région de recensement de Yukon-Koyukuk. Au recensement de 2010 sa population était de 78 habitants.
Elle est située sur la rive nord du fleuve Yukon, à 27 km du pont sur la Dalton Highway, et à 145 km à vol d'oiseau de Fairbanks.
Les températures extrêmes sont de −54 °C en janvier à 22 °C en juillet.
Les habitants pratiquent une économie de subsistance, à base de chasse, de pêche, de cueillette et de la culture de jardin potager à laquelle s'ajoutent quelques activités saisonnières.

## Démographie
| 1910 | 1920 | 1930 | 1940 | 1950 | 1960 |
| ---- | ---- | ---- | ---- | ---- | ---- |
| 100  | 103  | 48   | 54   | 84   | 102  |

| 1970 | 1980 | 1990 | 2000 | 2010 | - |
| ---- | ---- | ---- | ---- | ---- | - |
| 74   | 96   | 102  | 87   | 78   | - |